# HK UCP手槍
HK UCP手槍又稱為HK P46，是德國槍械業者黑克勒-科赫設計的半自動手槍，為了配合HK MP7而研發，發射4.6×30毫米口徑彈藥。

## 研發
UCP手槍的計劃可以追溯到2002年；當德國聯邦國防軍試驗MP7時，要求H&K公司也研究彈藥通用的手槍。UCP的原型槍在2003年底公開，採用延遲反沖設計，於2003年11月18至20日參加了在法國巴黎舉行的國際軍警用裝備展（Milipol 2003）。
根據公佈的計劃，H&K公司將在整個2004年期間繼續測試UCP，並計劃在2004年年底讓可能的軍方和警方客戶評估該槍樣品，在2005年初開始批量生產，在2006年曾由德國軍隊測試。然而，H&K公司認為4.6毫米彈藥不適合用於手槍，於2009年決定終止UCP手槍的開發計劃。

## 設計
2004年公布的UCP與P2000系列手槍有許多相似的地方，有以下的特色：
- 採用可更換的握把嵌板、兩手都能操作的空倉掛機柄和彈匣卡筍
- 在底把前方有皮卡汀尼導軌
- 模塊式扳機／擊鎚機構
- 方便更換成不同扳機扣力的扳機組
- 可更換較長且槍口外部有螺紋的槍管，以安裝消聲器

## 外部連結
- （中文）—Firearms - HK UCP